# Dar el Makhzen
Il Dar el Makhzen o Palazzo del Sultanato è un edificio storico e museo di Tangeri, in Marocco. Era la residenza dei sultani del Marocco durante il loro soggiorno in città, oggi sede del Museo delle arti e delle antichità marocchine.

## Storia

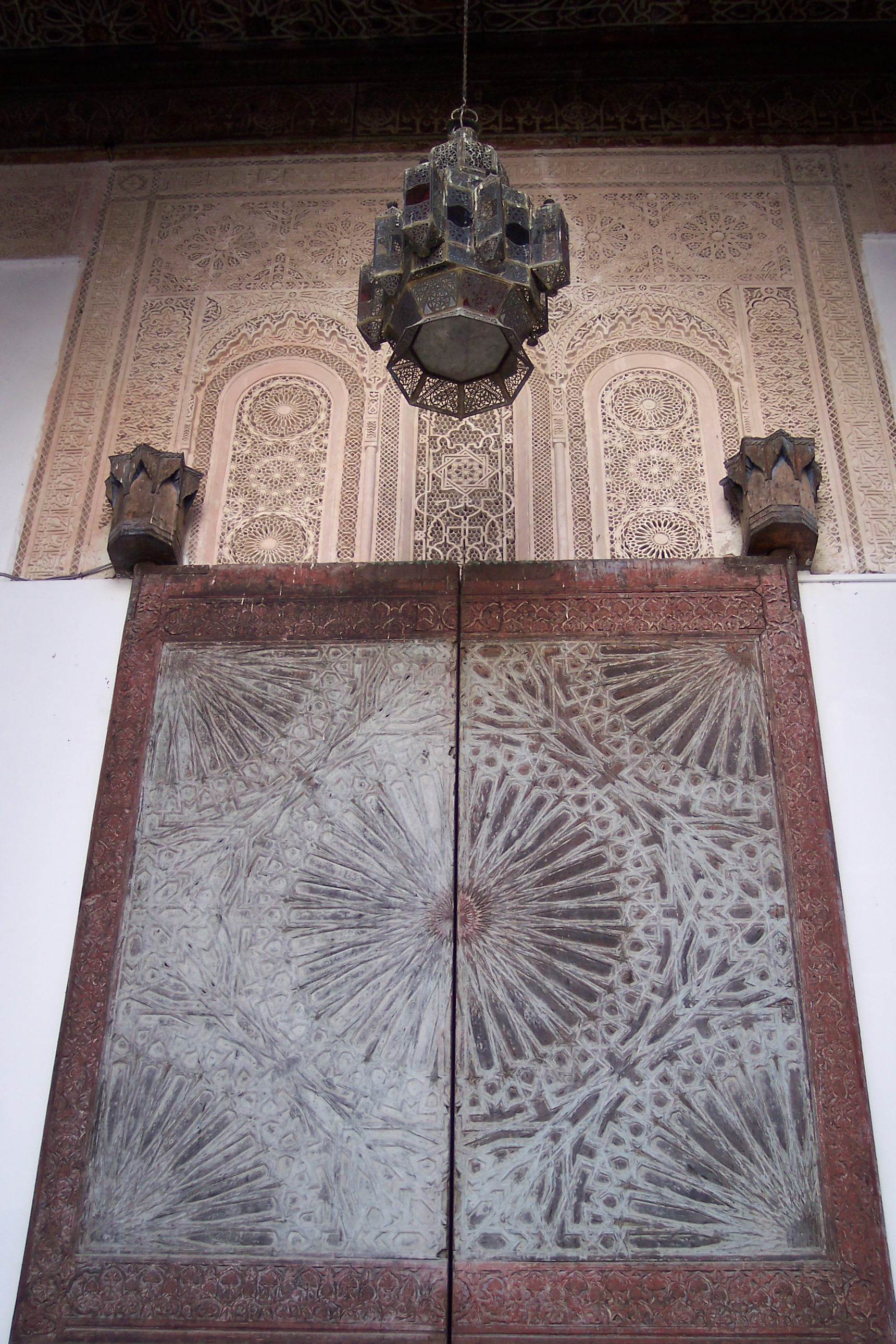
Porta d'ingresso del museo

L'edificio fu costruito durante il regno del sultano Mulay Isma'il, nel XVII secolo, sulle rovine del "castello superiore" inglese. Fu costruito da Pasha Ahmad ben Ali al-Rifi, generale del Jaysh al-Rifi e governatore semiautonomo di Tangeri. L'edificio è situato nella parte orientale della Kasbah su uno dei punti più elevati della città che domina la Medina e lo Stretto di Gibilterra. Attualmente è sede di due musei, il Museo delle arti marocchine e il Museo archeologico delle antichità.
Il Dar el-Makhzen era il palazzo in cui fu esiliato l'ultimo sultano del Marocco indipendente, Mulay Abd al-Hafiz, quando il protettorato francese del Marocco lo costrinse ad abdicare. Si trasferì con il suo intero harem, schiavi e personale di servizio, composto in tutto da 168 persone, e rimase nel palazzo quando suo fratello Yusuf ben al-Hasan prese il potere dopo il Trattato di Fez
L'edificio si trova all'interno di due cortili ed è  decorato con soffitti in legno, fontane in marmo e arabeschi. Alcune delle colonne utilizzate sono di origine romana.

## Museo delle arti e delle antichità marocchine
Gli ex appartamenti del Sultano sono ora occupati dal Museo delle arti marocchine (Musée des Arts Marocains et des Antiquités), che espone opere d'arte provenienti da tutto il Marocco, tra cui armi da fuoco decorate con intarsi, tappeti, sete di Fez e manoscritti. Il Museo delle Antichità occupa ora l'ex cucina. Ospita reperti di antichi siti romani come Lixus, Cotta e Volubilis, oltre a tombe cartaginesi a grandezza naturale e reperti provenienti dalla regione di Tangeri dalla preistoria fino al Medioevo.